# Silometopus rosemariae
Silometopus rosemariae är en spindelart som beskrevs av Jörg Wunderlich 1969. Silometopus rosemariae ingår i släktet Silometopus och familjen täckvävarspindlar. Inga underarter finns listade i Catalogue of Life.